# 6호 병동
《6호 병동》(러시아어: Палата № 6 플라타 노메르 셰스토이[*]) 또는 《6호실》은 러시아의 극작가 및 소설가 안톤 체호프가 집필한 중편 소설로, 1892년 《러시아 사상》 잡지에 최초로 발표되었다.

## 등장 인물
- 안드레이 예피모비치 라긴
(Андрей Ефимович Рагин)

작품의 무대가 되는 자선 병원에서 근무하는 의사로, 병원의 열악한 실태를 어쩔 수 없다는 생각으로 방관한다.
- 예브게니 표도로비치 호보토프
(Евгений Фёдорович Хоботов)

라긴을 돕기 위해 초빙된 젊은 의사이다.
- 이반 드미트리예비치 그로모프
(Иван Дмитриевич Громов)

6호 병동의 환자로, 몰락한 관리 집안의 아들이다. 과거 대학생이였으나 학업을 중단하고 말았고 이후 법원의 집행관 자리를 얻었으나 피해망상으로 인해 병원에 입원되었다.
- 모이세이카 (Моисейка)

6호 병동의 유대인 환자로, 과거에는 모자 장인이였으나 그의 작업장이 화재로 인해 불타 버린 후 미쳐버리고 말아 병원에 입원되었다. 다른 환자를 돕는 것을 좋아한다.
- 니키타 (Никита)

병원을 관리하는 간수로, 환자들을 잔혹하게 학대한다.
- 미하일 아베랴니치 (Михаил Аверьяныч)

전직 기병이자 우체국장으로, 라긴의 몇 되지 않는 친구이다.

## 참고 문헌
- 안톤 파블로비치 체호프 (2021년 1월 30일). 《개를 데리고 다니는 여인》. 번역 장한. 더클래식. ISBN 9791164454136.
- 박현섭 (2016년 1월). “심리 소설로서의 「6호실」”. 《러시아연구》 (서울대학교 러시아연구소) 26 (1).